# Colegiata de Santa María la Mayor (Briviesca)
La ex Colegiata de Santa María la Mayor es un templo católico, hoy rebajado al rango de iglesia y clausurado al culto, de la localidad de Briviesca (Burgos, Castilla y León, España). Fue fundado en la segunda década del siglo siglo XIV por la infanta Blanca de Portugal, señora del Monasterio de Santa María la Real de las Huelgas, hija del rey Alfonso III de Portugal y de Beatriz de Castilla. El edificio es una amalgama de diversos estilos arquitectónicos, si bien en su fábrica exterior predominan el Barroco y el Neoclásico. Declarada Bien de Interés Cultural con categoría de Monumento Histórico-Artístico Nacional en 1982, es la primera colegiata histórica de la Diócesis de Burgos y una de las más antiguas de España.

## La Iglesia de Nuestra Señora de Allende
Considerada como la antecesora de la Colegiata de Santa María, la Iglesia de Nuestra Señora de Allende ha sido uno de los elementos más buscados por los historiadores briviescanos, a fin de dar luz a un periodo de la historia de la ciudad poco conocido. Uno de los aspectos que más interés ha suscitado ha sido conocer la ubicación exacta de esta iglesia, que se encontraba según el que fuera párroco de Briviesca en 1925, Juan Sanz García, a unos 500 metros hacia arriba de la estación ferroviaria. Por suerte, las últimas obras acometidas en la red ferroviaria y la necesidad de estas de levantar parte del pavimento lateral a las vías, ha sacado a la luz los restos de la que seguramente sea la Iglesia de Nuestra Señora de Allende. En principio, la ubicación geográfica encajaría con la mencionada por el párroco, ya que ese barrio a extramuros de la ciudad de Briviesca era conocido con el nombre de «Liende» o «Aliende». Las indicaciones técnicas y artísticas que también aporta parecen encajar en los restos arqueológicos encontrados recientemente.
El párroco describía la Iglesia de Nuestra Señora de Allende de la siguiente manera: «nos dicen que esta era una iglesia del primer período del estilo romano - bizantino y que consistía en un semicírculo asentado sobre una pequeña base, también semicircular, de 36 centímetros de saliente y 17 de altura, de los cuales 13 componían una baquetilla que corría por todo el semicírculo, y 4 una banda inmediata al pavimento. Dicho ábside, tenía 5 metros y 46 centímetros de diámetro interior, ya la terminación de este semicírculo (junto al primer raíl de la mano izquierda) subiendo, empezaba el presbítero, que seguramente prosigue debajo de dicha vía atravesándola hacia el poniente para prolongarse los ámbitos de la iglesia por la contigua finca».
Lo descubierto en estas últimas obras mencionadas no permite certificar todos estos datos que nos menciona el párroco Juan Sanz García, pero sí ha permitido observar algunos como el ábside circular.

## Fábrica exterior
El edificio que ha llegado a nuestros días sustituye a uno gótico, del siglo XIV, del que quedan algunos restos. La fábrica presenta fases constructivas de los siglos XV, XVI y, fundamentalmente, XVII y XVIII. De finales de este último siglo (1788-1792) es la monumental fachada neoclásica, sobria, de buena sillería y cuidada simetría, que se articula en tres cuerpos y tres calles. En la parte inferior se sitúan tres puertas adinteladas rematadas por frontón, semicircular el de la puerta central y triangular los de las laterales, que separan columnas y pilastras de orden corintio. En el antepecho que separa el frontón central y el cornisamiento sobre el que descansa el segundo cuerpo de la fachada se abre un óculo circular que desde 1930 ocupa una pétrea imagen gótica (siglo XV) de la Virgen con el Niño: se trata de Nuestra Señora de Allende, y fue traída de una ermita a ella dedicada. La fachada es rematada por dos torres-campanario de cuerpo cuadrado y tejadillo con forma de cúpula gallonada.

## Fábrica y mobiliario interiores
El espacio interior se distribuye en tres naves elevadas a la misma altura, apoyadas sobre pilares y cubiertas con bóvedas animadas por decoración barroca. La Capilla Mayor, en la cabecera de la nave central, cuenta con un retablo barroco del siglo XVIII presidido por la patrona de la villa, Nuestra Señora de la Asunción, talla del siglo XV; flanquean la imagen mariana tallas barrocas de San Joaquín y Santa Ana. Además, acompañan a este retablo mayor dos retablos barrocos coetáneos de menor tamaño.

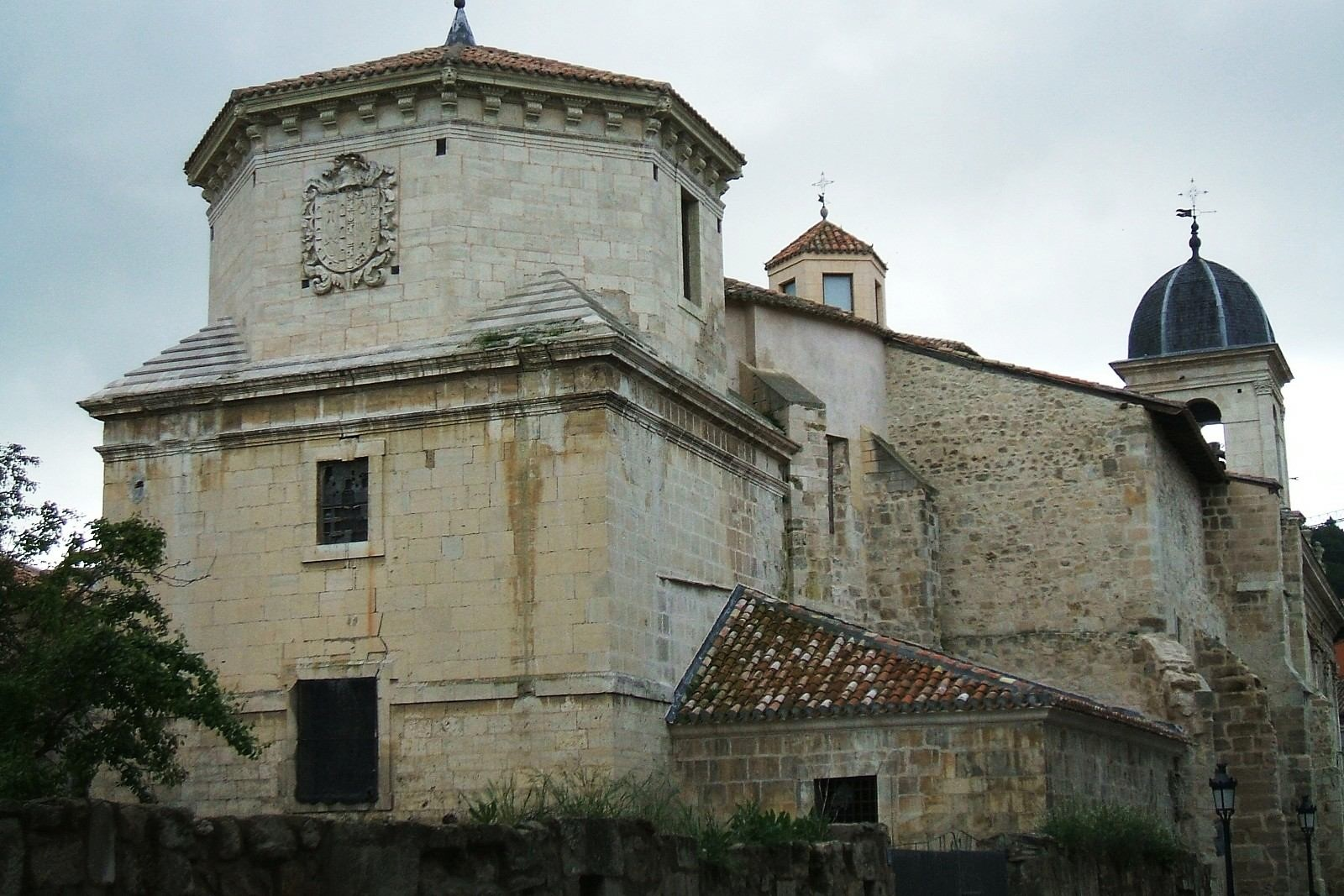
Exterior de la capilla del Sagrario

En la nave del Evangelio (izquierda) se sitúan: el retablo del Rosario, de principios del siglo XVII, que preside una talla de San Roque; un retablo del siglo XVIII, con efigie de San Pedro Papa, sentado en cátedra; el retablo de Santa Teresa, con rocallas características del XVIII; dos sepulcros tardogóticos, conservados de la fábrica antigua, con esculturas yacentes en arcosolio; y el retablo del Crucificado, neoclásico, que encabeza la nave.
En la cabecera de la nave de la Epístola (derecha) se emplaza la Capilla de Santa Casilda, también llamada de las Once Mil Vírgenes, fundada por el obispo de Segorbe D. Juan de Muñatones y Sánchez de Briviesca, cuyas armas aparecen en el muro y la rejería que cierra la estancia. A su muerte en 1571, el prelado fue enterrado en Segorbe y posteriormente se trasladaron sus restos a esta capilla en su Briviesca natal. El retablo dedicado a la santa es una obra romanista de hacia 1565 asignable al artista Pedro López de Gámiz, autor del retablo mayor de la iglesia del también briviescano Monasterio de Santa Clara. La mazonería, sin dorar ni policromar (al igual que sucede con el retablo de las Clarisas), ofrece una calidad plástica miguelangelesca. El programa iconográfico incluye imaginería de la titular, San Íñigo de Oña, San Sixto Papa y San Juan de Ortega, así como relieves con escenas de la Pasión y de la vida de Santa Casilda.
Desde la Capilla de Santa Casilda se accede a la Sacristía y a la Capilla del Sagrario. Se trata este último de un espacio añadido a la cabecera del templo por fundación en 1667 de la familia Soto de Guzmán. Posee cúpula octogonal y cobija imaginería hispanoamericana del siglo XVII.